# HMS Consort
HMS Consort (Корабль Его Величества «Консорт») — эскадренный миноносец типа C Королевского флота. Стал известен благодаря Инциденту на Янцзы.

## История
Эсминец строился на верфи Alexander Stephen and Sons. Спущен на воду 19 октября 1944 года. Введён в строй 19 марта 1946 года.
В 1947 году «Консорт» направлен в Тихий океан к берегам Китая. В 1949 году около города Нанкин эсминец был обстрелян артиллерией с берега. Погибли 49 моряков.
Во время Инцидента на Янцзы число жертв увеличилось. Капитан «Консторта» пытался снять с мели шлюп «Аметист» и при этом получил 56 прямых попаданий. Артиллерийский обстрел вели с берега отряды китайских коммунистов. На эсминце 23 человека были ранены, а ещё десять — убиты.
После списания корабль продали компании Prince of Wales Drydock Co (Суонси, Уэльс). 15 марта 1961 года корабль пошёл туда на слом.